# 有机硅化学

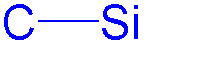
有机硅化合物

有机硅化学（organosilicon compounds）主要研究有机硅化合物的性质及反应活性。有机硅化合物就是含有碳硅键的有机化合物。
和碳类似，有机硅也是四配位的四面体结构。在生物分子中，还没有找到含有碳硅键的化合物。第一个有机硅化合物是在1863年由法国化学家查尔斯·傅里德尔（Friedel C）和美国化学家詹姆斯·克拉夫茨（Crafts J）共同发现。他们用四氯化硅和二乙基锌反应得到四乙基硅。简单的碳硅化合物——碳化硅则是无机化合物。

## 官能团
硅是许多官能团的成分，其中大部分的官能团类似于有机化合物。如双键规则所述，首要的例外是硅不常与其他元素形成多键。

### 硅醇、硅醇盐和硅氧烷
硅醇是醇的类似物。它们通常通过氯硅烷类的水解制备：
R3SiCl + H2O → R3SiOH + HCl
一个较少用的方法是将氢硅烷氧化，这个过程需要金属催化剂：
2 R3SiH + O2 → 2 R3SiOH
许多硅醇已得到分离，包括(CH3)3SiOH和(C6H5)3SiOH。它们的酸性比所对应的醇大约高500倍。硅醇盐是硅醇的去质子化衍生物：
R3SiOH + NaOH → R3SiONa + H2O
硅醇通常失水成硅氧烷：
2 R3SiOH → R3Si-O-SiR3 + H2O
由重复的硅氧烷连接而成的聚合物称为硅氧聚合物。含有Si=O双键的化合物称为硅酮，它们极度不稳定。

### 硅醚
硅醚拥有Si-O-C键。它们通常由醇和氯硅烷类的反应制备：
(CH3)3SiCl + ROH → (CH3)3Si-O-R + HCl
硅醚被广泛用于醇的保护基。
利用Si-F键的强度，氟试剂（如四正丁基氟化铵）可以用来脱除硅醚的保护：
(CH3)3Si-O-R + F− + H2O → (CH3)3Si-F + H-O-R + OH−

### 氯硅烷类
有机氯硅烷是重要的化合物。它们主要用来制造上述的硅氧聚合物。尤为重要的氯硅烷有二甲基二氯硅烷（Me2SiCl2）、甲基三氯硅烷（MeSiCl3）和三甲基氯硅烷（Me3SiCl）。有商业应用的更特殊衍生物包括二氯甲基苯基硅烷、三氯(氯甲基)硅烷、三氯(二氯苯基)硅烷、三氯乙基硅烷，以及苯基三氯硅烷。
有机硅化合物被广泛用于有机合成，尽管跟其他方法相比，这个用途相对较少用。三甲基氯硅烷 Me3SiCl是主要的硅烷化剂。一个合成此类化合物的经典反应——Flood反应——是将六烷基二硅氧烷R3SiOSiR3、浓硫酸和卤化钠共热。

### 氢硅烷

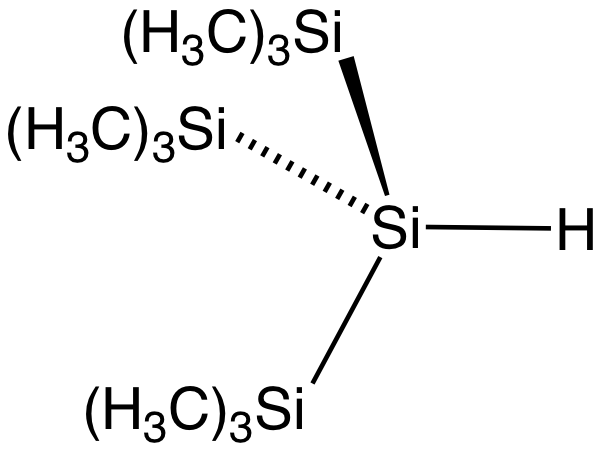
三(三甲基甲硅烷基)硅烷是一个得到大量研究的氢硅烷。

硅氢键比C–H键较长（分别为148和105 pm），较弱 (分别为299和338 kJ/mol)。三乙基硅烷的化学式为Et3SiH。苯基硅烷为PhSiH3。母体化合物TSiH4称为甲硅烷。

### 硅烯
有机硅化合物不像碳的同类化合物一样，没有大量双键。硅烯（具有Si=C键的化合物）是实验室里的奇珍异品，如苯的硅类似物硅杂苯。1967年，Gusel'nikov和Flowers通过将二甲基硅杂环丁烷热裂解，为硅烯提供第一份证据。第一个稳定的硅烯于1981年由Brook报告。
二硅烯有Si=Si双键。二硅炔是炔烃的硅类似物。第一个硅炔（具有硅碳三键的化合物）于2010年报告。

### 硅唑

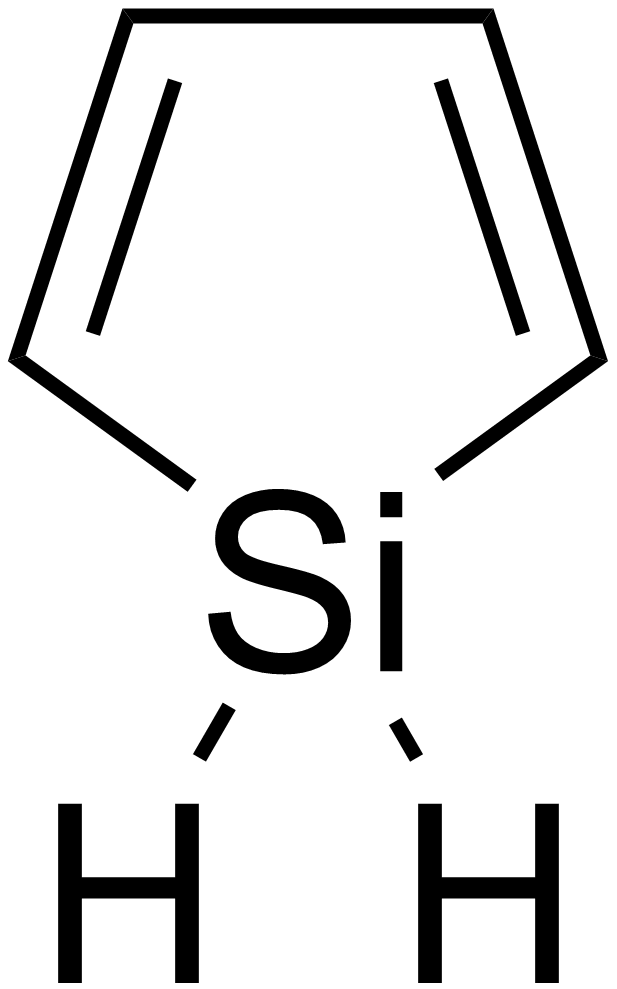
硅唑的化学结构

硅唑，又称硅杂环戊二烯，是金属唑的一员。它们是环戊二烯的硅类似物，目前因为其电致发光和其他电子性质而受到学术关注。硅唑的电子运输能力很强。它们具有如此低的LUMO，是因为反键σ硅轨道和丁二烯部分的反键π轨道进行着有利的互动。

## 外部連結
- Magnus Walter's Selected Aspects of Organosilicon Chemistry （页面存档备份，存于）
- Silicon in organic synthesis （页面存档备份，存于）
- Safety data for methyltrichlorosilane （页面存档备份，存于） from the Chemistry Department at Oxford University.
- S. Marsden (Editor): Contemporary organosilicon chemistry. （页面存档备份，存于） Thematic Series in the Open Access Beilstein Journal of Organic Chemistry.